# Métropole de Chalcédoine
La métropole de Chalcédoine (en grec : Μητρόπολη Χαλκηδόνος) est un diocèse du Patriarcat œcuménique de Constantinople. Le christianisme est apparu à Chalcédoine au IIe siècle après Jésus-Christ, et l’évêché a été élevé au rang de Métropole lors du 4e Concile Œcuménique en 451.
La Métropole de Chalcédoine est l'un des quatre derniers diocèses  rattachés au Patriarcat œcuménique en Turquie, et le dernier subsistant en Asie Mineure.
Au cours de l'époque byzantine, on retrouve la Métropole de Chalcédoine dans la liste des Notitiae Episcopatuum, où elle figure généralement en 9e position. Si son extension territoriale est inconnue, elle coïncidait probablement avec la ville de Chalcédoine et quelques localités situées sur la cote asiatique du Bosphore,.  Au début de la période ottomane, son territoire est étendu vers l'est pour inclure Pontoherakleica (aujourd'hui Ereğli) et Amastris (aujourd'hui Amasra). Il incluait aussi les îles des Princes. À compter de la fin du XIXe siècle, la Métropole est à nouveau étendue pour couvrir une longue bande de terre le long de la mer Noire, allant de Rysion (actuelle Darıca) sur la mer de Marmara à Zonguldak.
Jusqu'en 1922-1923, la Métropole regroupait 38 communautés grecques orthodoxes, pour la plupart situées dans la péninsule de Kocaeli. La population grecque orthodoxe a été significativement réduite à partir de 1923, à la suite de l'échange de population entre la Grèce et la Turquie, et a continué à décliner tout au long du XXe siècle, en particulier après 1964. Aujourd'hui, seule une poignée de fidèles réside dans le diocèse de Chalcédoine.
Depuis 1924, les îles des Princes forment leur propre Métropole.